# Liste der Kreisstraßen im Landkreis Grafschaft Bentheim

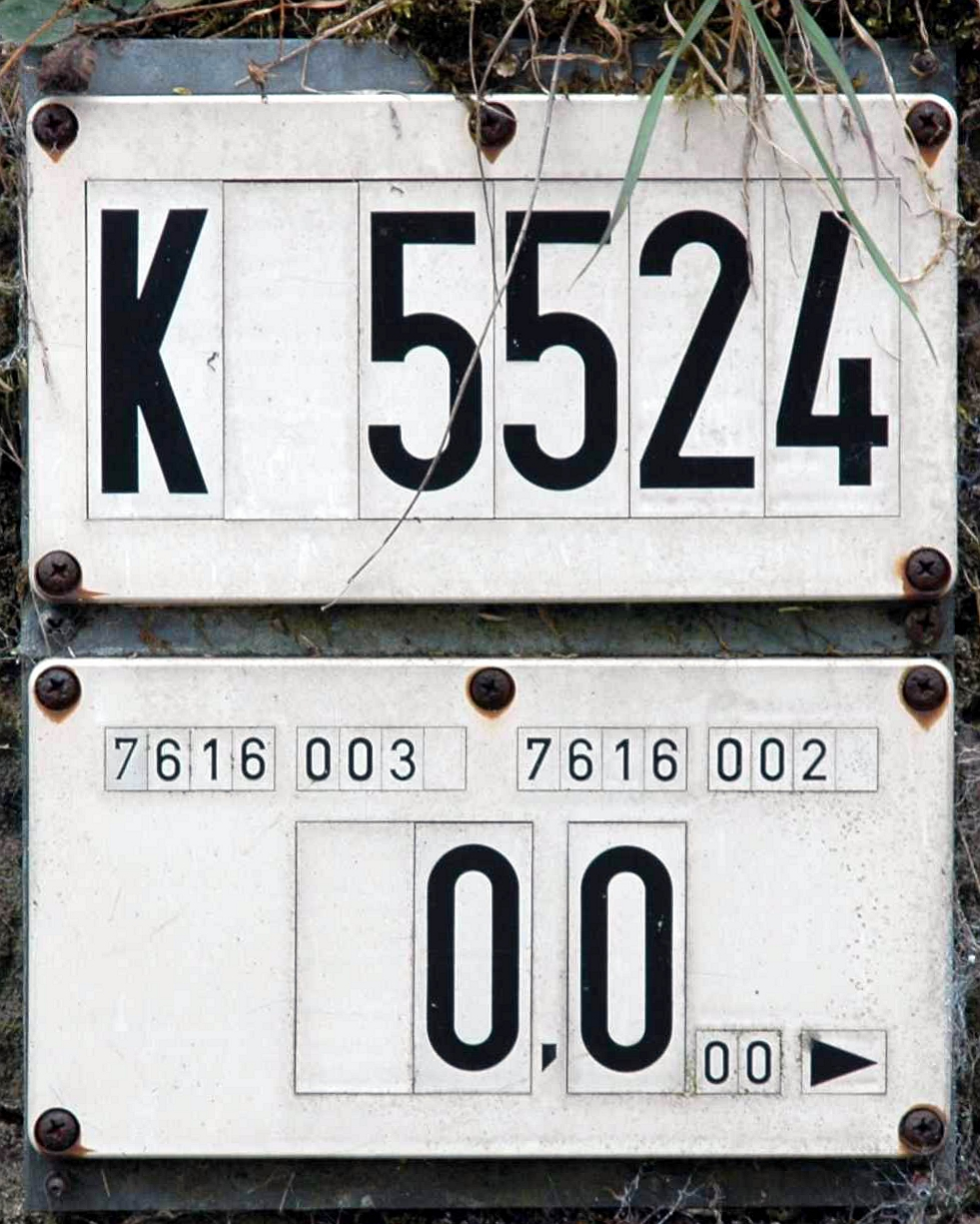
Stationszeichen

Die Liste der Kreisstraßen im Landkreis Grafschaft Bentheim führt alle Kreisstraßen im niedersächsischen Landkreis Grafschaft Bentheim auf.

## Abkürzungen
- K: Kreisstraße
- L: Landesstraße

## Hinweise
Nicht vorhandene bzw. nicht nachgewiesene Kreisstraßen werden in Kursivdruck gekennzeichnet, ebenso Straßen und Straßenabschnitte, die unabhängig vom Grund (Herabstufung zu einer Gemeindestraße oder Höherstufung) keine Kreisstraßen mehr sind.
Der Straßenverlauf wird in der Regel von Nord nach Süd und von West nach Ost angegeben.

## Liste
| Nr.  | Verlauf |
| ---- | --- |
| K 2  | L 43 in Uelsen – Getelo – K 18 – K 40 – Staatsgrenze – (Niederlande)                                                                         |
| K 3  | in Neuenhaus – K 24 – Lage – K 23 – K 40 – Staatsgrenze – (Niederlande)                                                                      |
| K 4  | (K 202 im Landkreis Emsland) – Kreisgrenze – Georgsdorf – K 19 – K 31 – K 13 – K 17 – Alte Piccardie – K 28 – Osterwald – L 45 in Veldhausen |
| K 5  | – Brandlecht – K 32 – K 27 – Engden – K 6 – L 39/L 66 in Schüttorf                                                                           |
| K 6  | K 5 – Kreisgrenze – (K 313 im Landkreis Emsland)                                                                                             |
| K 8  | L 39 in Schüttorf – Suddendorf – K 9 – L 68 in Samern                                                                                        |
| K 9  | – Bad Bentheim – K 10 – Suddendorf – K 8 |
| K 10 | L 39 in Gildehaus – Achterberg – Sieringhoek – K 9 in Bad Bentheim                                                                           |
| K 12 | L 45 in Veldhausen – Grasdorf – Bookholt – K 17 – in Nordhorn                                                                                |
| K 13 | K 4 – Füchtenfeld – K 31 – K 38 – L 67 in Wietmarschen                                                                                       |
| K 14 | L 43 – K 21 – Ratzel – Wilsum – – K 16 – L 44 in Hoogstede                                                                                   |
| K 15 | L 44 in Hoogstede – K 19 – Kreisgrenze – (K 263 im Landkreis Emsland)                                                                        |
| K 16 | – K 14 – K 22 – L 44 |
| K 17 | K 4 – Hohenkörben – L 45 – K 12 in Bookholt                                                                                                  |
| K 18 | L 43 – Egge – Getelomoor – K 2/K 40 in Getelo                                                                                                |
| K 19 | L 44 in Emlichheim – L 46 – Neugnadenfeld – Siedlung am Emslandlager Bathorn – K 28 – K 4/K 31 in Georgsdorf                                 |
| K 20 | K 29 in Laar – Heesterkante – K 21 – |
| K 21 | – Volzel – K 20 – Echtelerfeld – K 14 |
| K 22 | K 16 – in Uelsen |
| K 23 | K 3 in Lage – |
| K 24 | /L 43 in Uelsen – Hardingen – Lage – K 3 |
| K 25 | L 68 – K 30 – L 68 in Ohne |
| K 26 | in Bookholt – Nordhorn – – Gewerbepark Bad Bentheim/Gildehaus – L 39/L 42                                                                    |
| K 27 | Nordhorn – / – Hesepe – K 5 |
| K 28 | K 19 – K 4 |
| K 29 | in Eschebrügge – Agterhorn – Laar – K 20 –                                                                                                   |
| K 30 | K 25 – Landesgrenze – (K 60 im Kreis Steinfurt, Nordrhein-Westfalen)                                                                         |
| K 31 | K 4/K 19 in Georgsdorf – Dalum-Wietmarscher Moor – K 13 in Füchtenfeld                                                                       |
| K 32 | K 5 – Hestrup – |
| K 33 | K 35 – K 34 – L 45 in Lohne |
| K 34 | K 33 – Nordlohne – Kreisgrenze – (K 320 im Landkreis Emsland)                                                                                |
| K 35 | (K 225 im Landkreis Emsland) – Kreisgrenze – L 67 – K 33 – Kreisgrenze – (K 321 im Landkreis Emsland)                                        |
| K 36 | L 45 in Lohne – – Kreisgrenze – (K 328 im Landkreis Emsland)                                                                                 |
| K 37 | / – Quendorf – L 39 in Schüttorf |
| K 38 | K 13 in Füchtenfeld – Kreisgrenze – (K 269 im Landkreis Emsland)                                                                             |
| K 40 | K 2/K 18 in Getelo – Hesingen – Halle – K 3                                                                                                  |